# Médiante

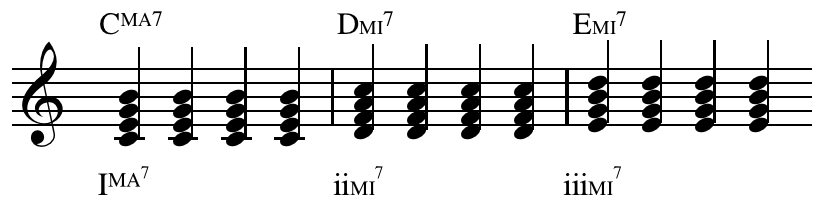
Représentation d'une médiante.

Dans la musique tonale, la médiante est le troisième degré d'une tonalité. 
Au même titre que la sus-dominante, elle est appelée « note modale » parce qu'elle permet de faire la différence entre le mode majeur et le mode mineur. 

## Intervalles
Quel que soit le mode, majeur ou mineur, ce degré est toujours situé une tierce au-dessus du degré principal, la tonique (et une sixte au-dessous, conformément à la règle des renversements). Cette tierce est majeure dans le mode majeur, et mineure dans le mode mineur. Par exemple, la note mi est la médiante de la gamme de do majeur, et la note mi , la médiante de la gamme de do mineur.

## Accords
En harmonie tonale, le troisième degré est relativement rare, mais néanmoins présent dans toutes les époques de la musique savante occidentale. Sa fonction est généralement celle d'une dominante, mais cette substitution permet une couleur originale et différente. En mineur, la quinte peut être augmentée, ce qui crée une tension plus palpable encore que la dominante. Purcell en fait notamment usage dans sa pièce Hear My Prayer. En majeur, Ravel l'utilise par exemple comme préparation du IV degré dans Le Secret. 
La sensible de la gamme utilisée comme quinte de la médiante, perd sa fonction de sensible, et ainsi, son mouvement n'est pas contraint.